# Mihuleni, Șoldănești
Mihuleni este un sat din raionul Șoldănești, Republica Moldova.
Conform recensământului din anul 2004, satul avea 618 locuitori, dintre care 285 bărbați și 333 femei. 617 (99,84%) sunt moldoveni/români și 1 (0,16) ucrainean.
Distanța directă până la Șoldănești este de 5 km, iar până la Chișinău 80 km.

## Administrație și politică
Componența Consiliului local Mihuleni (9 consilieri), ales la 5 noiembrie 2023, este următoarea:
|  | Partid                                       | Consilieri | Componență | Componență | Componență | Componență | Componență | Componență |
|  | -------------------------------------------- | ---------- | ---------- | ---------- | ---------- | ---------- | ---------- | ---------- |
|  | Partidul Socialiștilor din Republica Moldova | 6          |            |            |            |            |            |            |
|  | Partidul Acțiune și Solidaritate             | 3          |            |            |            |            |            |            |